# Teachers in Space
Teachers in Space – drugi album The Feederz wydany w 1986 przez wytwórnię Flaming Banker. Nagrań dokonano w 1983 w Peter Millers Studios w San Francisco.

## Lista utworów
1. "Intro" (The Feederz) – 1:43
2. "Psychward" (The Feederz) – 3:33
3. "Lobster Quadrille" (The Feederz) – 2:40
4. "New Crime" (The Feederz) – 2:20
5. "Fire" (The Feederz) – 2:18
6. "Crawl Space" (The Feederz) – 2:33
7. "Intermission (Time For A Snack!)" (The Feederz) – 1:05
8. "Taking the Night" (The Feederz) – 3:21
9. "50 Years" (The Feederz) – 3:39
10. "You're So Stupid" (The Feederz) – 1:23
11. "Lost Patrol" (The Feederz) – 3:39
12. "Cancer Ward" (The Feederz) – 3:19
13. "Outro" (The Feederz) – 3:58

## Skład
- Frank Discussion – śpiew, gitara, gitara basowa, pianino
- Jayed Scotti – perkusja, dalszy śpiew
- Peter MIller – dalszy śpiew
- Luna Fish Discussion – śpiew w "Psychward"
- Samsonite Warriors – perkusja w "Taking The Night"

produkcja
- Peter MIller – inżynier dźwięku